# 小柳陽太郎
小柳 陽太郎（こやなぎ ようたろう、1923年 - 2015年11月28日）は、日本の教育者。国民文化研究会副会長。

## 経歴
東京に生まれ、幼少時佐賀市に転居。
旧制佐賀高等学校を経て、東京帝国大学文学部に入学するが、1943年、東大在学中に学徒出陣し、復員後九州帝国大学文学部国文学科に転学。
1946年、九大を卒業し、泰星高等学校（現・上智福岡高等学校）の国語教諭として奉職。1950年6月、福岡県立修猷館高等学校国語教諭に転じる。
1983年3月、修猷館高校を退職し、九州造形短期大学教授に就任。

## 著書
- 『戦後教育の中で』 国文研叢書、1981年。Kindle版、2019年
- 『教室から消えた「物を見る目」、「歴史を見る目」』 草思社、2000年
- 『日本のいのちに至る道　小柳陽太郎著作集』展転社、2018年
- 『古典の窓』 国民文化研究会・国民文化入門選書　第一巻。Kindle版、2019年

### 共著・編著
- 『歴代天皇の御歌―初代から今上陛下まで二千首』 小田村寅二郎共編、日本教文社、1973年、増訂版1989年。Kindle版、2019年
- 『入門・聖徳太子 十七条憲法』 小田村寅二郎共編、国民文化研究会・国民文化入門選書　第四巻。Kindle版、2019年
- 『平成の大みうたを仰ぐ』 展転社、1999年。国民文化研究会編（三巻目まで刊）
- 編著『名歌でたどる日本の心―スサノオノミコトから昭和天皇まで』 国民文化研究会共編、草思社、2005年
- 『明治天皇と日露戦争―世界を感動せしめた日本武士道』 明成社、2005年
- 『永遠の皇室を仰いで―宮中祭祀、御製、行幸 今上天皇のご公務と大御心』 明成社・ブックレット、2008年
「皇室御存在の意味―天皇皇后両陛下の御製、御歌を中心に」を寄稿
- 榊晃弘『万葉のこころ　筑紫路逍遥』 海鳥社、2008年 - 写真集、歌を解説
- 『嵐の中の灯台―親子三代で読める感動の物語』 明成社、2012年